# توماس إس. نونان
توماس إس. نونان (بالإنجليزية: Thomas S. Noonan)‏ هو مؤرخ أمريكي، ولد في 20 يناير 1938، وتوفي في 15 يونيو 2001 بسبب سرطان.